# Catatonia (gruppo musicale)
I Catatonia sono stati un gruppo musicale rock britannico formatosi a Cardiff, in Galles, nel 1992.
Il gruppo era composto da Cerys Matthews (voce), Mark Roberts (chitarra), Paul Jones (basso) Owen Powell (chitarra) e Aled Richards (batteria).
Dopo aver ottenuto parecchio successo negli ultimi anni novanta con gli album International Velvet e Equally Cursed and Blessed, il complesso si è sciolto nel 2001 durante la promozione del quarto album, Paper Scissors Stone.

## Storia

### Gli esordi
Hanno debuttato nel 1993 con l'EP For Tinkerbell, seguito l'anno successivo da un altro EP, Hooked. Entrambe le pubblicazioni non riscuotono un grande successo ma il gruppo ha proseguito la sua carriera con la pubblicazione di alcuni singoli.
Il primo album è stato invece pubblicato nel 1995, intitolato The Sublime Magic of Catatonia, che conteneva tutti i singoli occupati fino a quel momento, uscito per l'etichetta discografica Nursery Records.
L'anno dopo è uscito invece il primo album di inediti del gruppo, Way Beyond Blue, accompagnato dai singoli Sweet Catatonia, Lost Cat, Bleed e You've Got a Lot to Answer for, tutti pubblicati tra l'aprile 1996 e il febbraio 1997. Il disco è stato pubblicato per l'etichetta discografica Blanco y Negro Records e ha raggiunto un discreto successo di vendite in Regno Unito, classificandosi al quarantesimo posto della classifica degli album. Il risultato è migliorato di otto posizioni nel 1999, in seguito ai successi del gruppo avuti con la pubblicazione dei successivi album. Nello stesso periodo è uscito in Giappone l'EP Tourist.

### Il successo diInternational VelveteEqually Cursed and Blessed
Il vero successo è arrivato nel 1998 con l'uscita del secondo album del gruppo, International Velvet, uscito sempre per la Blanco y Negro Records e per la WEA, che ha raggiunto il vertice delle classifiche di vendita britanniche. Questo disco è stato supportato anche dal successo dei cinque singoli da esso estratti, I Am the Mob, Mulder and Scully, Road Rage, Strange Glue e Game On, che hanno riscosso un buon successo nella classifica britannica dei singoli. In seguito al successo del loro secondo album di inediti, l'etichetta che aveva pubblicato i loro primi EP, la Crai, ha pubblicato una raccolta contenente i brani in essi contenuti.
Il successo di questo disco è stato bissato dal successivo, Equally Cursed and Blessed. Uscito nel 1999 e promosso dai singoli Dead from the Waist Down, Londinium, Karaoke Queen e Storm the Palace, di minor successo rispetto a quelli tratti dal precedente album, ha raggiunto anch'esso la vetta della classifica britannica degli album.

### Paper Scissors Stonee lo scioglimento
L'album pubblicato nel 2001, Paper Scissors Stone, è stato l'ultimo album di inediti pubblicato dal gruppo, scioltosi il 21 settembre dello stesso anno in seguito a delle discordie tra i componenti. Dal disco, che aveva riscosso discreti risultati di vendita raggiungendo la sesta posizione della classifica britannica, è stato estratto un solo singolo, Stone by Stone.
L'anno successivo la casa discografica ha pubblicato Greatest Hits, raccolta dei maggiori successi del gruppo che nonostante l'assenza di promozione ha raggiunto la ventiquattresima posizione della classifica britannica. Quattro anni più tardi è stata pubblicata un'ulteriore raccolta, Platinum Collection.

## Discografia

### Album in studio
- 1996 - Way Beyond Blue
- 1998 - International Velvet
- 1999 - Equally Cursed and Blessed
- 2001 - Paper Scissors Stone

### Raccolte
- 1995 - The Sublime Magic of Catatonia
- 1998 - The Crai-EPs 1993/1994
- 2002 - Greatest Hits
- 2006 - Platinum Collection

### EP
- 1993 - For Tinkerbell
- 1994 - Hooked
- 1996 - Tourist (solo in Giappone)

### Singoli
- 1994 - Whale
- 1995 - Bleed
- 1995 - Christmas '95
- 1996 - Sweet Catatonia
- 1996 - Lost Cat
- 1996 - Bleed (ristampa)
- 1997 - You've Got a Lot to Answer for
- 1997 - I Am the Mob
- 1998 - Mulder and Scully
- 1998 - Road Rage
- 1998 - Strange Glue
- 1998 - Game On
- 1999 - Dead from the Waist Down
- 1999 - Londinium
- 1999 - Karaoke Queen
- 2000 - Storm the Palace
- 2001 - Stone by Stone